# Statens brandinspektion
Statens brandinspektion var en svensk statlig myndighet med uppgift att hålla översyn över brandförsvaret. Chef var riksbrandinspektören. Brandinspektionen bildades 1944 ur den brandtekniska avdelningen på Luftfartsinspektionen. 1974 slogs myndigheten ihop med Statens brandskola och bildade Statens brandnämnd. Statens brandnämnd lades 1986 samman med Civilförsvarsstyrelsen för att bilda Statens räddningsverk som 2009 slogs ihop med Styrelsen för psykologiskt försvar och Krisberedskapsmyndigheten till den nya Myndigheten för samhällsskydd och beredskap (MSB).

## Riksbrandinspektörer
- 1944–1946: Per Lundgren
- 1945–1945: Anders Ekberg (tillförordnad)
- 1946–1954: Axel Axelson
- 1954–1966: Ingvar Strömdahl
- 1966–1974: Swen Hultqvist